# Thomas Blaschek
Thomas Blaschek (Gera, 5 april 1981) is een voormalige Duitse atleet, die tot de beste Duitse hordelopers behoorde.

## Loopbaan
Blaschek begon zijn sportcarrière bij atletiekvereniging TuS Jena en trainde onder Stefan Poser. Na goede prestaties ging hij naar atletiekvereniging LAZ Leipzig, waar hij traintdemomenteel onder Cheick-Idriss Gonschinska.
Zijn beste internationale prestatie leverde hij op de Europese kampioenschappen van 2006 in Göteborg, waar hij een zilveren medaille won op de 110 m horden. 
Hij deed ook mee aan de wereldkampioenschappen van 2005 in Helsinki, maar werd in de halve finale uitgeschakeld.
Blaschek's vriendin Judith Ritz is ook een atlete bij LAZ Leipzig.
In september 2010 zette Thomas Blaschek een punt achter zijn atletiekcarrière en stapte over op het bobsleeën. 

## Titels
- Duits kampioen 110 m horden - 2005, 2006
- Duits indoorkampioen 60 m horden - 2005, 2006, 2007

## Persoonlijke records
| Onderdeel              | Tijd    | Datum            | Plaats    |
| ---------------------- | ------- | ---------------- | --------- |
| 60 m horden (indoor)   | 7,54 s  | 10 februari 2008 | Karlsruhe |
| 110 m horden (outdoor) | 13,31 s | 9 juli 2005      | Cuxhaven  |

## Prestaties

### 60 m horden
- 2005: 5e EK indoor - 7,68 s
- 2006: 6e WK indoor - 7,57 s
- 2008:  Europese Indoorcup - 7,71 s
- 2008: 5e WK indoor - 7,64 s

### 110 m horden
Kampioenschappen
- 1999:  EK junioren - 13,93 s
- 2000:  WK junioren - 13,80 s
- 2005:  Europacup - 13,44 s
- 2006: 5e Europacup - 13,67 s
- 2006:  EK - 13,46 s
- 2006: 8e Wereldatletiekfinale - 13,38 s

Golden League-podiumplekken
- 2005:  ISTAF – 13,33 s
- 2007:  Bislett Games – 13,46 s

## Prestatieontwikkeling
| Jaar   | 110 m horden |
| ------ | ------------ |
| 1999   | 13,91 s      |
| 2000   | 13,78 s      |
| 2001   | 13,83 s      |
| 2002   | 13,80 s      |
| 2003 s | 13,66 s      |
| 2004   | 13,62 s      |
| 2005   | 13,31 s      |
| 2006   | 13,33 s      |
| 2007   | 13,33 s      |
| 2008   | 13,49 s      |
| 2009   | 13,53 s      |